# Hýl mexický
Hýl mexický (Haemorhous mexicanus) je středně velký pěvec z čeledi pěnkavovitých. Původně se vyskytoval na jihozápadě Spojených států amerických. Byl vysazen na východě Spojených států a na Havaji. Tento druh a dva další příbuzné americké druhy byly umístěny do rodu Haemorhous.

## Taxonomie
Tento druh náleží do rodu Haemorhous spolu s hýlem nachovým (Haemorhous purpureus) a hýlem rudokorunkatým (Haemorhous cassinii). Tyto tři druhy nejsou blízce příbuzné euroasijským druhům rodu Carpodacus, přestože s nimi byli dříve uváděni do stejného rodu.

## Popis
- Délka těla: 12,5–15 cm
- Rozpětí křídel: 20–25 cm
- Hmotnost: 16–27 g[4]

Dospělci mají dlouhý hranatý, hnědý ocas, hnědou svrchní stranu těla s odstíny šedé na křídlech. Prsa a břicho jsou obvykle proužkované, boky též. Ve většině případů mají samci červenavou hlavu, krk a ramena. Tato barva někdy zasahuje dolů na břicho a mezi křídla. Zbarvení samců je variabilní podle roční doby a je získáváno pojídáním bobulí a ovoce. Ve výsledku se rozsah barev pohybuje od žlutavé přes jasně oranžovou (obě vzácné) až po intenzivní červenou. Dospělé samice jsou hnědé svrchu a proužkované zespodu.

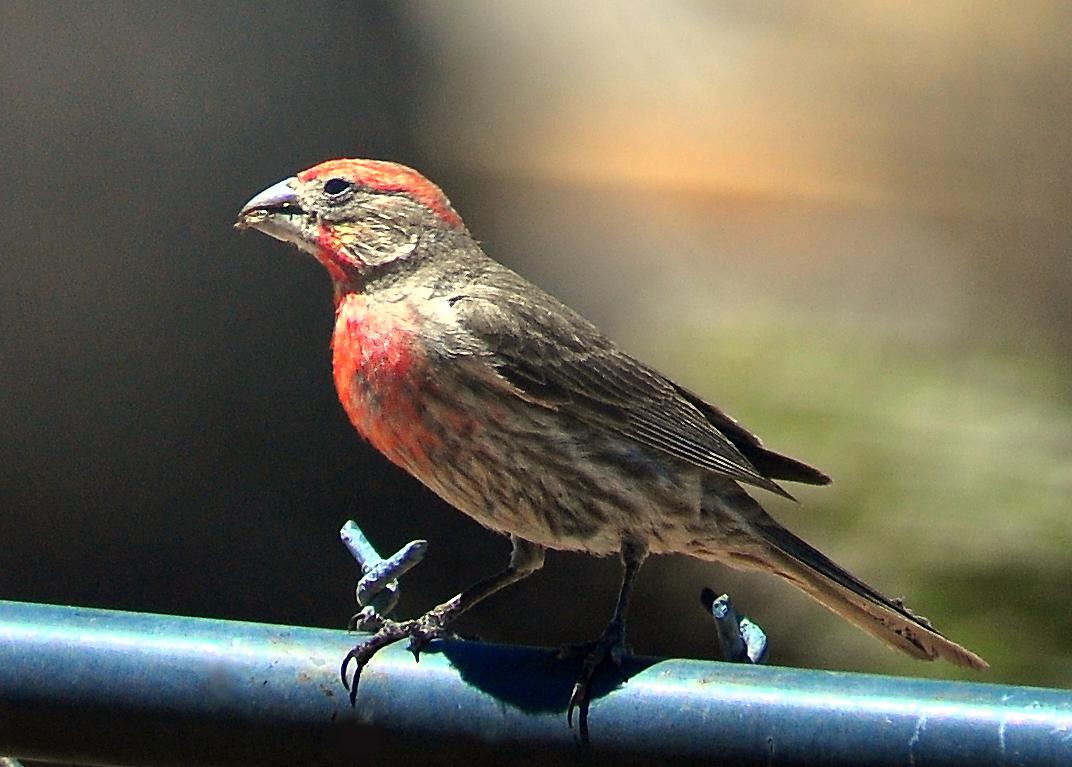
Samec Mohavského hýla mexického
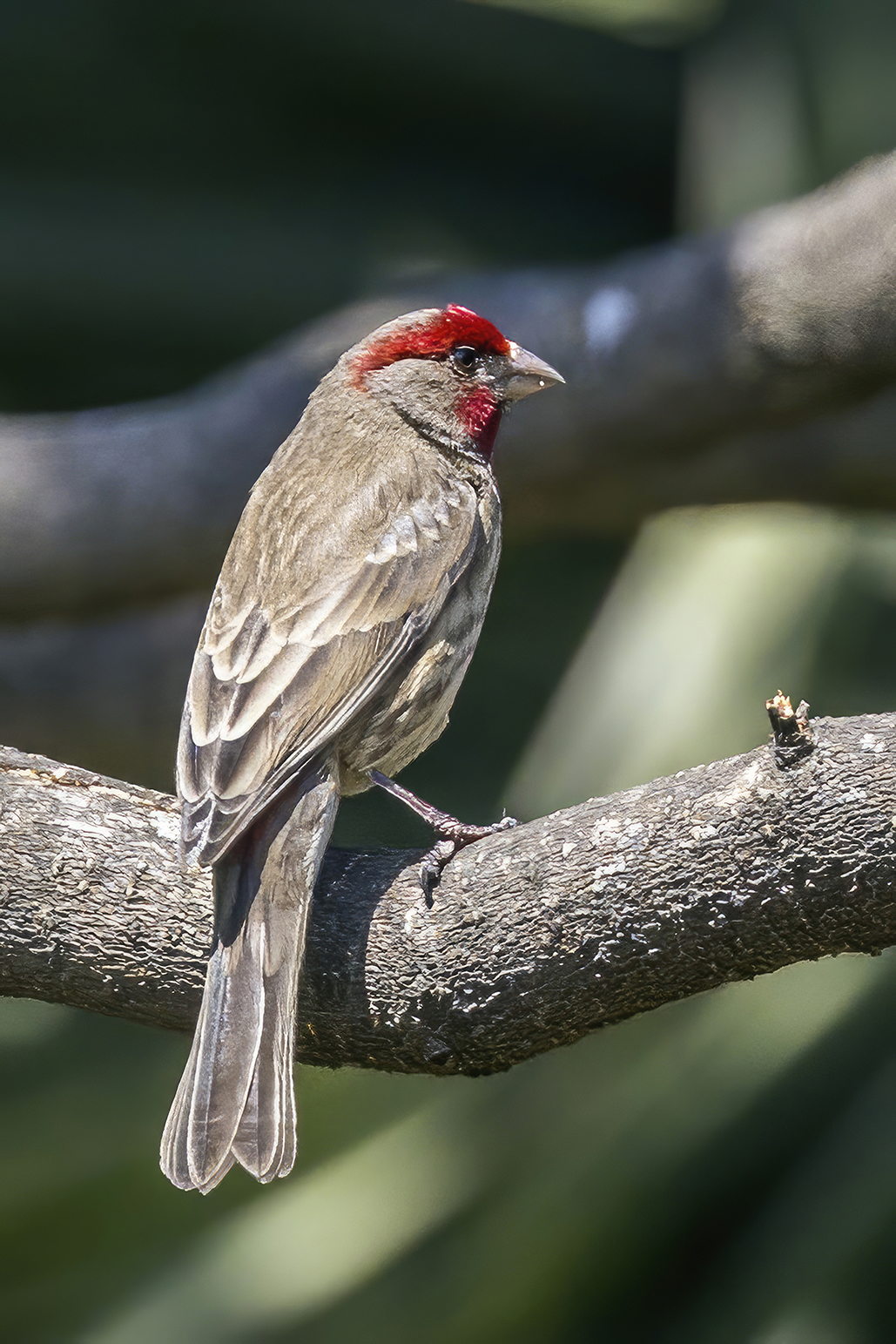
H. m. mexicanus, Mexiko
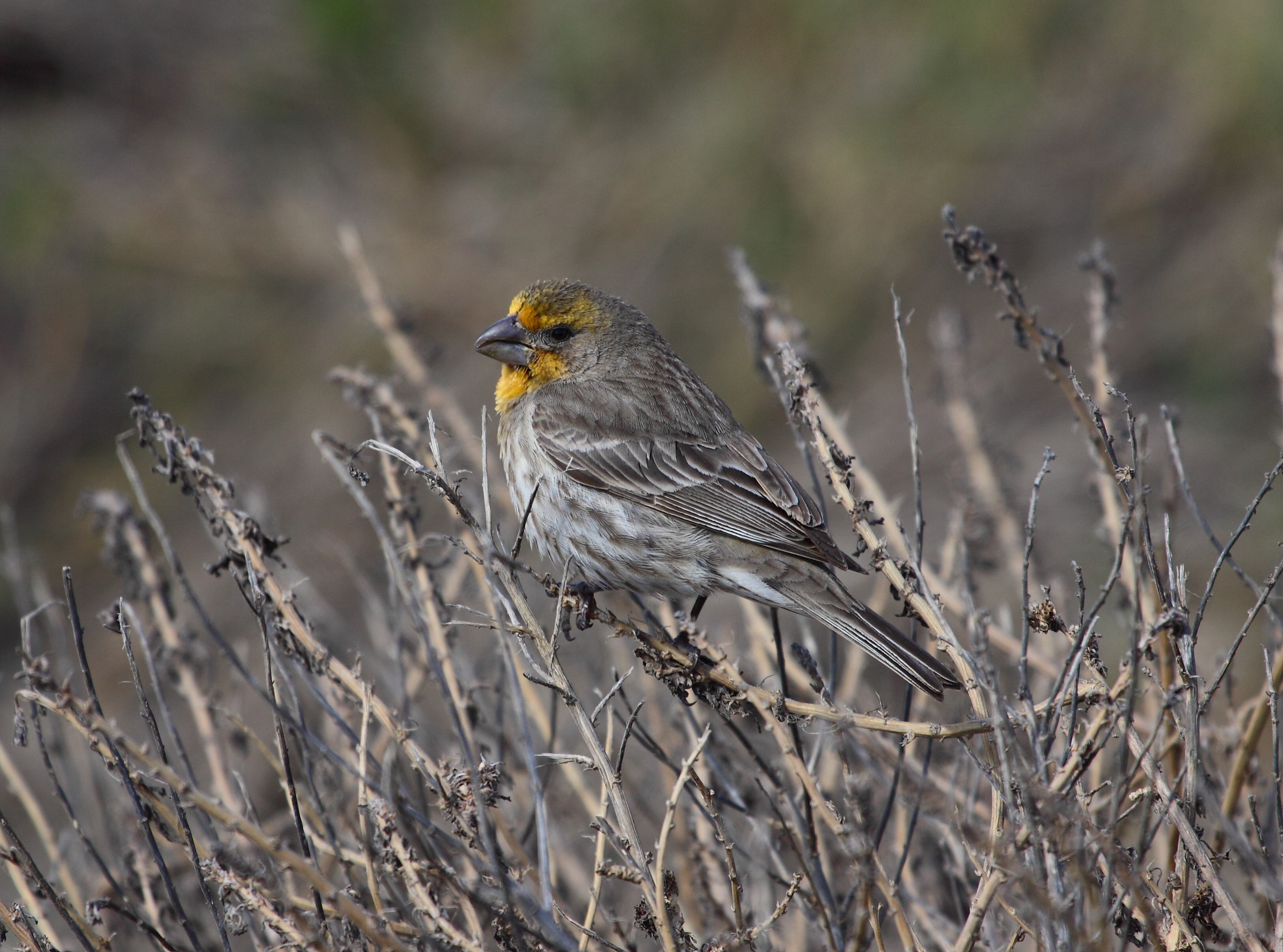
Žlutá varianta
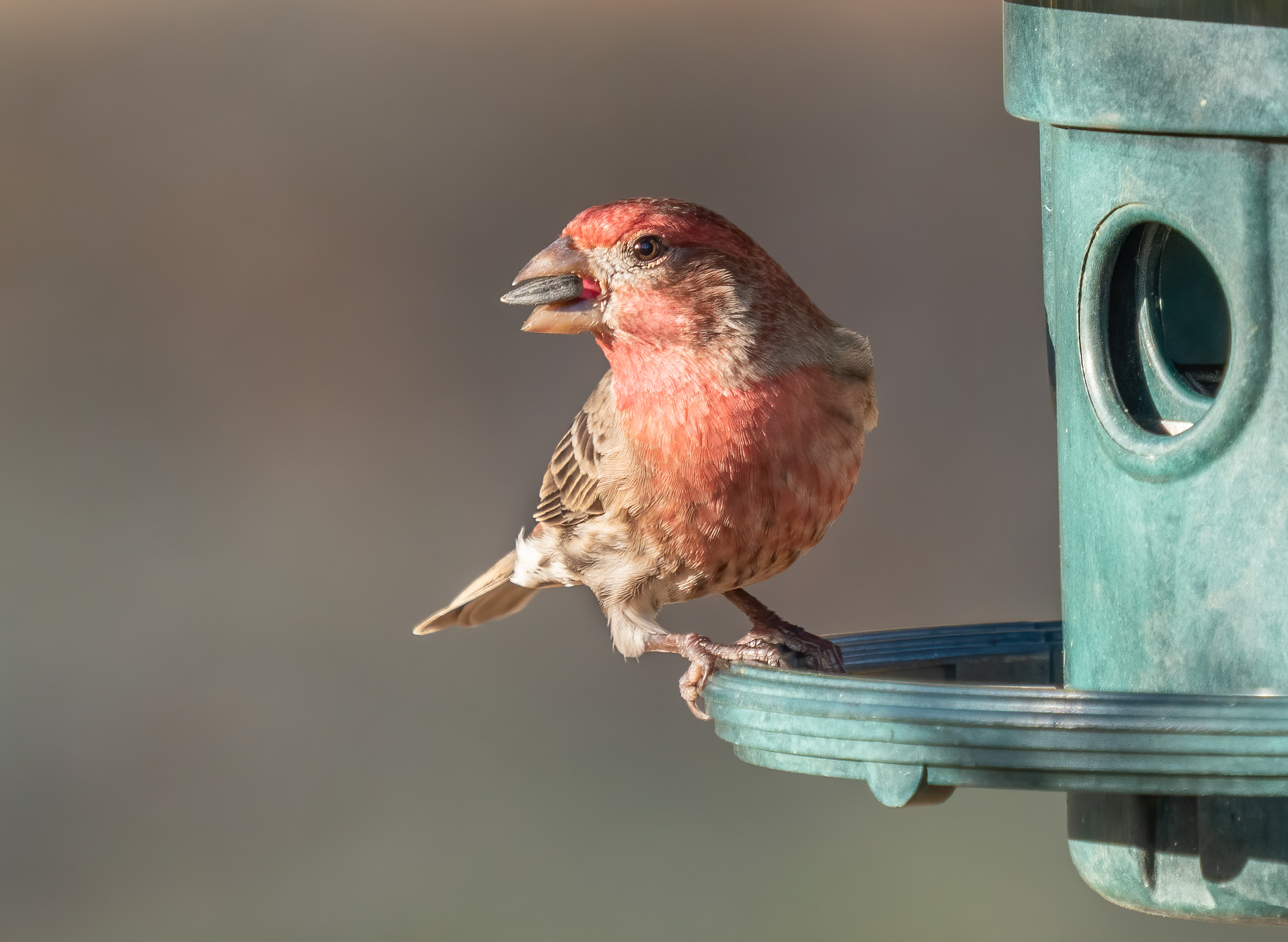
Na krmítku v New Yorku

## Rozšíření a biotop
Tito ptáci jsou napříč svým areálem převážně stálí, jen v nejsevernějších oblastech svého výskytu táhnou na zimu na jih. Jejich hnízdním rozšířením jsou městské biotopy napříč Severní Amerikou, stejně jako polootevřené oblasti od jižní Kanady až do mexického státu Oaxaca.
Ve 40. letech minulého století byli introdukováni na východě Spojených států. Brzy se aklimatizovali a rozšířili se napříč východem Spojených států, přičemž vytlačili původního hýla nachového, a dokonce nepůvodního vrabce domácího. V roce 1870 nebo dříve byli itrodukováni na Havaj a jsou nyní hojní na všech hlavních ostrovech.
Jejich populace se pohybuje mezi 267 miliony až 1,7 miliardy jedinců v Severní Americe.
Díky schopnosti aklimatizace a únikům či cíleným vypouštěním ze zajetí byli zjištěni v roce 2020 v Evropě, konkrétně v Murcie (Španělsko).
V roce 2012 byli v Kalifornii nalezeni hýlové mexičtí pozitivní na virus západonilské horečky.
|  |  |  |  |

## Potrava
Hýlové mexičtí často shání potravu na zemi nebo ve vegetaci. Živí se převážně obilím, semeny a bobulemi. Mají rádi semena kopřiv a smetanky, vzácně sezobnou hmyz, jako mšice. Jsou to částí návštěvníci krmítek, obzvláště těch se slunečnicí nebo nigrem. Hýl mexický je znám pro poškozování ovoce v sadech a konzumaci komerčně pěstovaných obilnin, ale je považován spíše za obtěžující druh než opravdového škůdce.

## Hnízdění
Hnízda si staví v polodutinách, například v budovách, popínavých rostlinách nebo květináčích. Někdy využije opuštěného hnízda jiného ptáka. Hnízda mohou být střídána a znovu užívána v následujících letech. Hnízdo staví samice a někdy je hotové za pouhé dva dny. Je postavené z větviček a odpadků, má úhledný miskovitý tvar a je umístěno 1,8–2,7 m nad zemí.

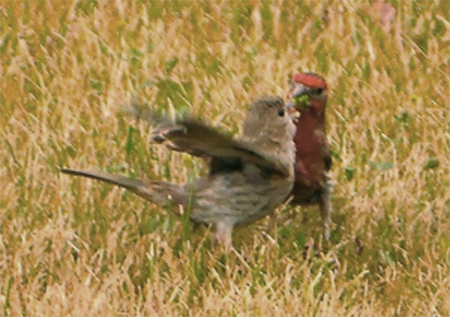
Samec hýla mexického krmí samici jako součást toku
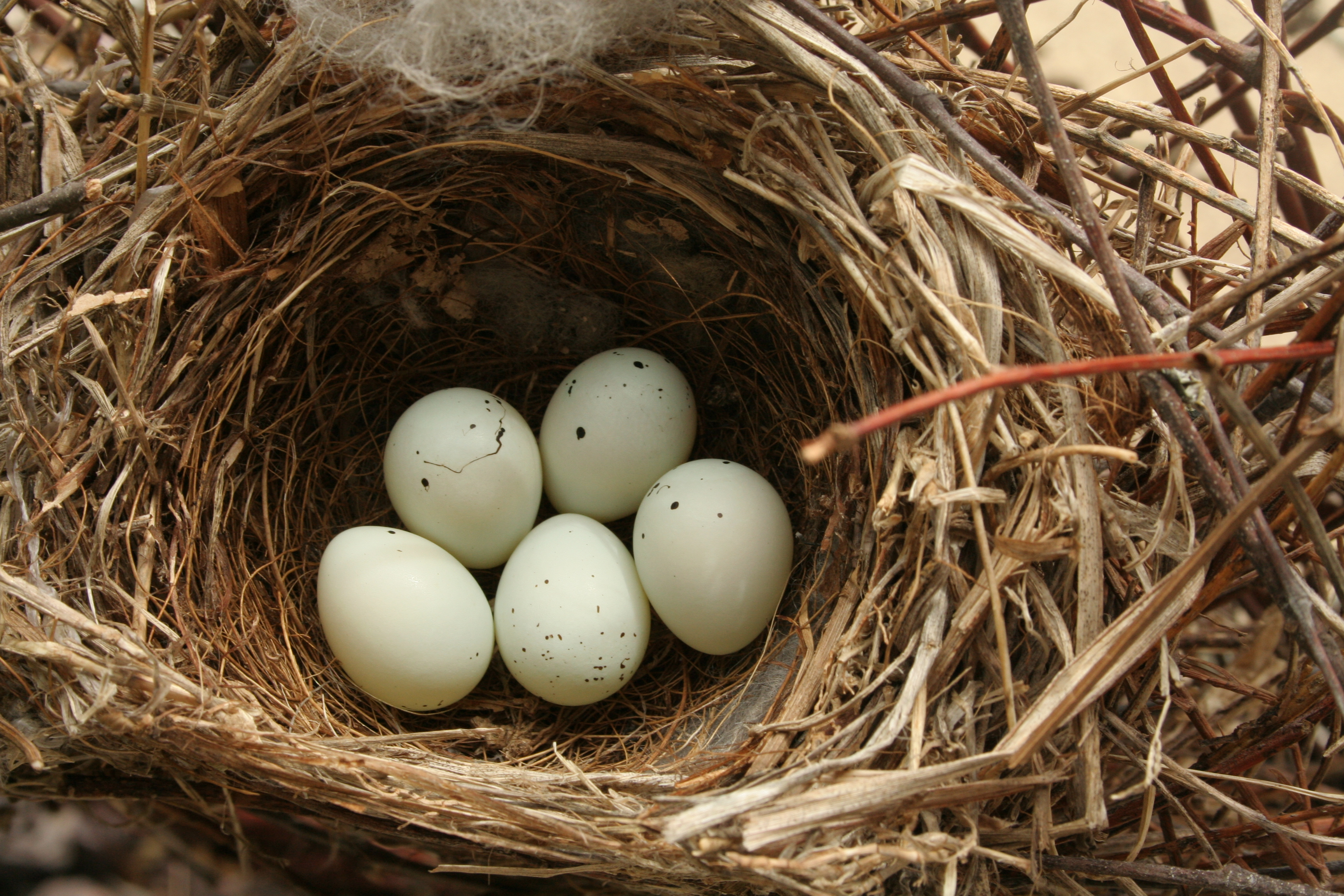
Hnízdo s vejci
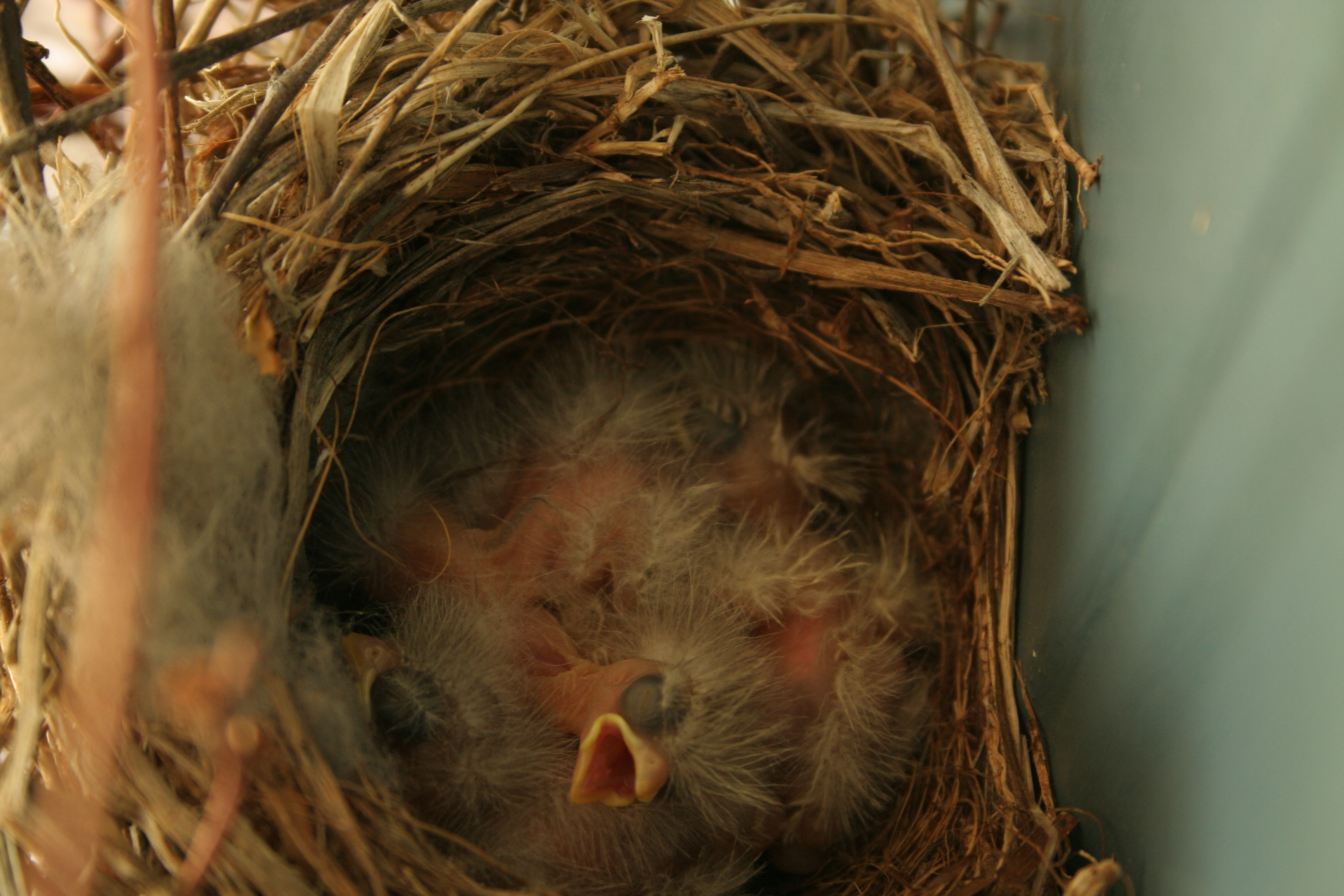
Stejné hnízdo s malými mláďaty
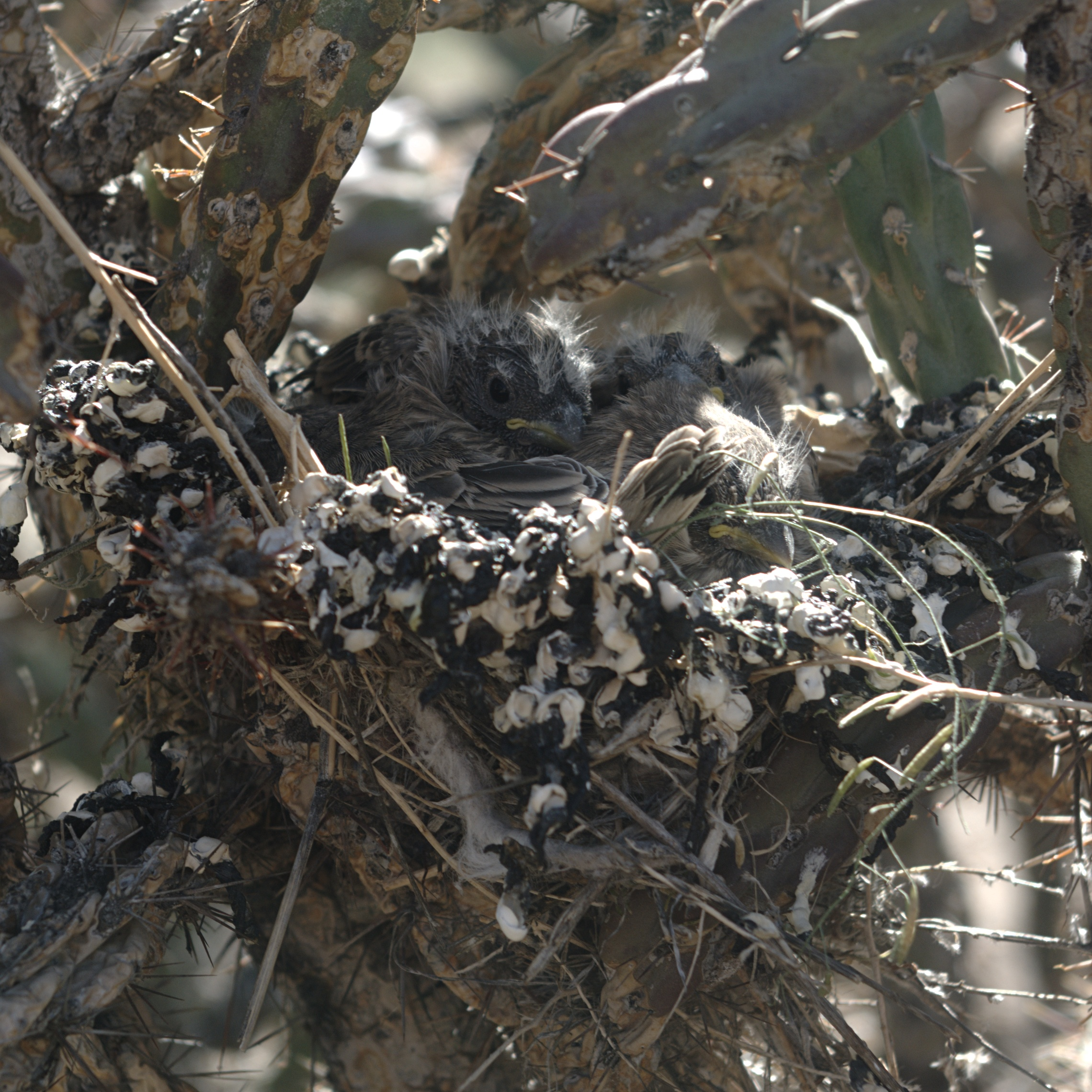
Větší mláďata na hnízdě
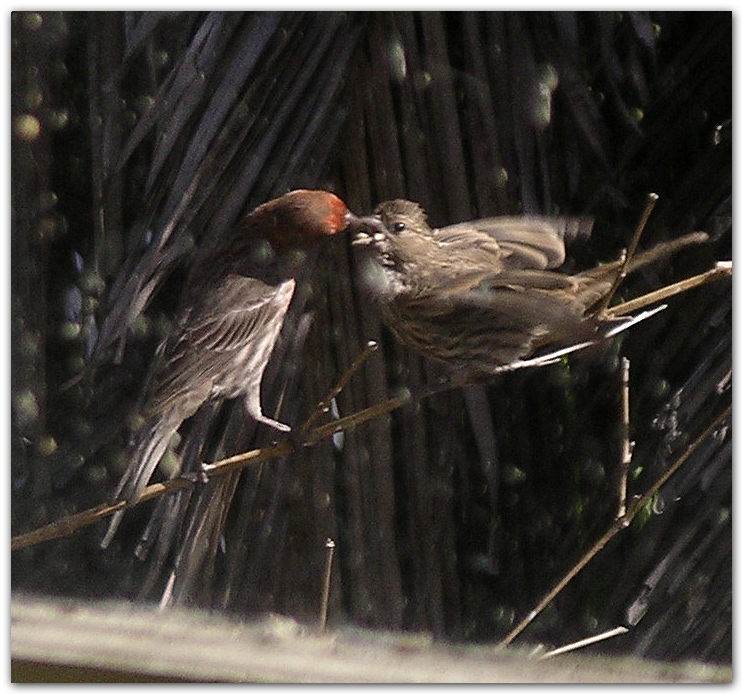
Samec krmí vylétlé mládě které hlasitě pípá a třese křídly

Během toku se samec zobákem jemně dotýká zobáku samice, přičemž ukáže kousek potravy a pokud ta imituje žebrání mláděte, nakrmí ji. Samec rovněž krmí samici během sezení na vejcích a odchovu mláďat a dále je samec hlavním živitelem vylétlých mláďat (která se liší od samice zavinutými rostoucími pery na hlavě). Samice jsou více přitahovány samci s jasně červenou barvou, spíše než řidčeji se vyskytujícími žlutavými nebo oranžovými samci, kteří se občas vyskytnou.
Samice kladou snůšky od února do srpna a mají více snůšek za rok, čítajících 2–6 vajec, nejčastěji však 4–5 vajec. Kladení probíhá obvykle ráno a je snášeno jedno vejce denně. Vejce jsou světle modrozelená, s malými černými skvrnami na hladkém, někdy lesklém povrchu skořápky. Kvůli roztočům, kteří mají negativní vliv více na mladé samečky než na samičky, klade matka vejce se samičkami dříve než se samečky v zájmu zkrácení doby vystavení samečků parazitaci. Tato strategie zvyšuje šanci, že obě pohlaví mláďat přežijí. Samice sedí na vejcích 12–14 dní. Krátce po vylíhnutí odstraní prázdné skořápky z hnízda. Mláďata jsou růžová a slepá, s chomáčky jemného prachového peří. Mladí jsou prvních 8 dní tiší a střídavě začnou pípat při krmení. Ze začátku matka odnáší trus mláďat z hnízda, ale jakmile jsou mláďata starší, už se o odnášení více nestará a trus se hromadí na okraji hnízda. Předtím, než začnou létat, se mláďata rozlézají po okolí hnízda a vylétají 11–19 dní od vylíhnutí. Mezi preferovanou potravu patří semena pampelišek. Přestože mnoho v dospělosti se rostlinnou potravou živících ptáků krmí svá mláďata živočišnou potravou (v zájmu dodání bílkovin pro růst), hýlové mexičtí jsou jedni z mála, co mláďata krmí pouze rostlinnou potravou. 
Hýlové mexičtí jsou dost agresivní na to, aby odehnali jiné ptáky, například z krmítek.

## Paraziti
Hýl mexický může být napaden řadou parazitů, jako je třeba Plasmodium relictum a Mycoplasma gallisepticum, kteří způsobili úbytek populace hýlů mexických na východě Severní Ameriky v 90. letech minulého století.
Roztoč Pellonyssus reedi je často nalézán na mláďatech, hlavně těch z pozdních snůšek.
Vlhovec hnědohlavý, hnízdní parazit, klade vejce do hnízd hýlů mexických, ale potrava, kterou krmí hýl mláďata, není vhodná pro mláďata vlhovce, která pak přežijí jen zřídka.